# Kharkiv International 2015
Die Kharkiv International 2015 im Badminton fanden vom 3. bis zum 6. September 2015 in Charkiw statt.

## Sieger und Platzierte
| Disziplin    | Gold                                        | Silber                               | Bronze                                |
| ------------ | ------------------------------------------- | ------------------------------------ | ------------------------------------- |
| Herreneinzel | Henri Hurskainen                            | Rhys Walker                          | Lucas Corvée                          |
| Herreneinzel | Henri Hurskainen                            | Rhys Walker                          | Iztok Utroša                          |
| Dameneinzel  | Olga Konon                                  | Pornpawee Chochuwong                 | Lianne Tan                            |
| Dameneinzel  | Olga Konon                                  | Pornpawee Chochuwong                 | Mariya Ulitina                        |
| Herrendoppel | Bodin Isara Nipitphon Puangpuapech          | Adam Cwalina Przemysław Wacha        | Bastian Kersaudy Gaëtan Mittelheisser |
| Herrendoppel | Bodin Isara Nipitphon Puangpuapech          | Adam Cwalina Przemysław Wacha        | Jordan Corvée Julien Maio             |
| Damendoppel  | Jongkolphan Kititharakul Rawinda Prajongjai | Heather Olver Lauren Smith           | Audrey Fontaine Anne Tran             |
| Damendoppel  | Jongkolphan Kititharakul Rawinda Prajongjai | Heather Olver Lauren Smith           | Natalya Voytsekh Yelyzaveta Zharka    |
| Mixed        | Robert Mateusiak Nadieżda Zięba             | Gaëtan Mittelheisser Audrey Fontaine | Tarun Kona Siki Reddy                 |
| Mixed        | Robert Mateusiak Nadieżda Zięba             | Gaëtan Mittelheisser Audrey Fontaine | Gennadiy Natarov Yuliya Kazarinova    |